# Federatie Culturele Sportvereniging Nacional
Federatie Culturele Sportvereniging Nacional é um clube de futebol surinamês sediado em Paramaribo no Suriname.
Disputa o Campeonato Surinamês de Futebol.